# Серебрянський (Волгоградська область)
Серебрянський (рос. Серебрянский) — хутір у Алексєєвському районі Волгоградської області Російської Федерації.
Населення становить 77 осіб. Входить до складу муніципального утворення Краснооктябрське сільське поселення.

## Історія
Хутір розташований у межах українського історичного та культурного регіону Жовтий Клин.
Згідно із законом від 31 грудня 2004 року № 988-ОД органом місцевого самоврядування є Краснооктябрьське сільське поселення.

## Населення
| 2010 |
| ---- |
| 77   |